# Бурка (мужская одежда)
Бу́рка (авар. буртина, адыг. кIакIо, азерб. yapıncı, арм. այծենակաճ (айценакач), груз. ნაბადი (набади), ингуш. ферта, кабард.-черк. щIакIуэ, карач.-балк. жамычы, джамычы, лак. варси, лезг. баркьар, лит, япунжи, осет. нымæт, нимæт, чечен. верта) — род безрукавного плаща (плащ-накидка) белого, чёрного или бурого цвета, сделанный из войлока.
Бурка распространена на Кавказе. Существуют бурки для всадника (длинная, ворсистая, со швами, образующими широкие плечевые выступы) и для пешего (короткая, гладкая, лишённая швов). Необходимая принадлежность кавказских пастухов и охотников. В прошлом — типичный элемент костюма путника.

## Ритуальное значение
Бурка имела в жизни горцев большое не только практическое, но и ритуальное значение. Когда рождался мальчик, его заворачивали в бурку, чтобы вырос настоящим мужчиной. Умер мужчина — его провожали в последний путь, накинув на него его собственную бурку. Лучшему другу на Кавказе всегда дарили бурку.
Важным моментом свадьбы в этническом обществе Чеберлой считался момент, когда, якобы случайно, появлялся почитаемый старец, и обязательно в бурке. Его усаживали на почётное место. Через некоторое время он произносил поучительную речь и покидал свадьбу, чтобы не стеснять молодёжь. Перед уходом он, не снимая бурки, делал несколько кругов в танцевальном ритме. При этом все вставали, отдавая дань уважения старости, бурке, защищающей её владельца, и тому, кто умеет вовремя приходить и уходить.
Исключительно для известных охотников делали так называемые «суровые» бурки из шерсти диких животных. Из отходов производства таких бурок для этих охотников делали войлочную обувь. Владельца таких вещей называли «суровым». Путнику и пастуху категорически не рекомендовалось иметь такую бурку, поскольку, по поверью, она притягивала врагов и зверей. На изнанку крыльев такой бурки нашивались клыки и когти убитых этим охотником зверей. Чем больше было трофеев, тем «суровее» считался охотник. Изначально таким образом охотник просто вёл счёт убитым зверям, но впоследствии этот момент обогатился магическим и эстетическим содержанием.

## История
По мнению А. Кавказова, чёрные плащи, упомянутые при описании прикавказских стран Геродотом 2300 лет назад, являются ранней формой бурок. Греки называли эти народы «меланхленами» — «чёрными плащами».
Возможно, первые бурки изготавливались из собранной слинявшей шерсти. Первоначально бурка представляла собой мягкую накидку из войлока.
Производство бурок, зародившись в горных районах Северного Кавказа, постепенно распространилось и на предгорья. Их делали в Чечне, Дагестане, Кабарде, Имеретии. Кустарное производство сохранялось вплоть до 1950-х годов. Северной границей промысла была река Терек, на востоке он ограничивался Кумыкской плоскостью, на юге — альпийской Чечнёй, на юго-западе — Сунженской линией. На западе он сливался с районами бурочного производства Кабарды.
Площадь чеченских областей бурочного производства составляла примерно 5,5 тысяч квадратных вёрст, годовое производство доходило 22 тысяч единиц.

Чеченские бурки и войлочные ковры отличались хорошим качеством и считались лучшими на Кавказе. Г. Н. Казбек в 1888 году отмечал:
Бурки и войлоки выделываются повсеместно; лучшими считаются чеченские.
Производство бурок было распространено в районах со щелочными источниками, которые использовались для стирки изделий. По подсчётам О. Маркграфа, в Большой Чечне из 16,4 тысячи дворов 3 % семей занимались производством бурок, а в районах, наиболее подходящих для этого промысла — до четверти семей. В Кабарде эти цифры составляли 5 и 30 % соответственно, а в Андийском районе доходили до 60 %. В год семья изготавливала в среднем 15 бурок.
Кабардинские мастера также считались одними из лучших на Кавказе, и их изделия высоко ценились. В год Кабарда производила до 30 тысяч бурок. В Дагестане годовое производство доходило до 35 тысяч. Общее же производство бурок всеми районами составляло примерно 85-90 тысяч в год.
В XIX веке в связи с военной обстановкой на Кавказе спрос на бурки сильно вырос. Бурки носили не только горцы, но и офицеры царской армии. Также бурки требовались для казачьих частей. Максимум производства бурок был достигнут в середине XIX — начале XX веков.

## Технология изготовления
Бурки изготавливались женщинами. Мастерица раскладывала сырьё слоями на циновку, на которую древесным углём наносили контур будущего изделия с поправкой на усадку при уваливании, стирке и окраске. Шерсть укладывали равномерно и аккуратно, на это уходил целый день. Занималась этим лучшая из мастериц с помощницей. Для верхнего и нижнего слоёв использовалась добротная шерсть. Для среднего слоя можно было использовать короткую шерсть худшего качества. Разложенную шерсть обрызгивали горячей водой и укатывали каталкой, тщательно контролируя равномерность слоя. Заготовку вместе с циновкой скатывали в рулон. Для получения качественного изделия нужно было оставлять заготовку на ночь в тёплом месте. Но под давлением рыночного спроса уваливание могли начинать сразу же.
Для уваливания выбиралось место с небольшим скатом. В процессе участвовали 3-4 мастерицы. Они руками медленно, без лишних усилий катали рулон шерсти. Каждый такой цикл продолжался примерно 20 минут, после этого делался небольшой перерыв. Всего таких циклов было 4-5. Далее катание шерсти продолжали предплечьями под давлением всего тела катальщицы. Рулон периодически разворачивали, обрызгивали горячей водой, корректировали форму и снова сворачивали. Так продолжалось до тех пор, пока войлок не достигал нужного качества. При этом число циклов никогда нельзя было определить заранее. Обычно уваливание завершалось за один день, но иногда могло растянуться и на два-три дня. После чего войлок разворачивали и стирали в проточной воде. Затем его, туго натягивая, наматывали на массивную палку, и, перевязав в нескольких местах, ставили в угол. Через один-два дня вода стекала и войлок принимал окончательную форму.
Изготовление бурок с косицей было более сложным. Для её верхнего слоя использовалась специального заготовленная на гребне косица, на нижний — хорошо взбитая шерсть, из которого эта косица вычёсывалась. Во время уваливания веником из корней конопли из уплотняющегося полотна регулярно вычёсывалась косица.
Затем бурка промывалась. Если бурка была пастушеской, то промывание производилось в проточной воде. Если же она была более высокого качества, то её стирали в щелочном источнике. При изготовлении высококачественных бурок их стирали с использованием мыла или моющих растворов.
При производстве бурок использовалась чёрная шерсть. Если же бурка была изготовлена из шерсти другого цвета её окрашивали.
Затем бурку опаливали над большим костром. После этого выполнялось декорирование изделия. Бурку украшали тесьмой и/или нашивной аппликацией контрастных цветов. Элементы орнамента подбирались в зависимости от назначения бурки. Если бурка не имела косицы, на этом изготовление её заканчивалось. В противном случае мастерица выполняла укладку косицы.

## Бурка в современности
В 2022 году дагестанские инженеры компании «Solar Integration» (EcoEnergy Group) представили бурку со встроенными солнечными панелями, которые позволят пастухам получить автономный источник электроэнергии и оставаться на связи. Современная модель традиционной одежды пастухов Дагестана получила название «EcoBurka». Инженеры решили встроить солнечные панели и накопитель энергии в бурку, чтобы решить проблему пастухов с наличием связи в горах. «EcoBurka» накапливает энергию света и благодаря встроенным солнечным панелям мощностью 30 ватт способна зарядить мобильные устройства без доступа к внешней сети. Первая подобная бурка была изготовлена в 2019 году в качестве сувенира для Германа Грефа, приехавшего в Дагестан. В дальнейшем «EcoBurka» была подарена одному из пастухов Дагестана для тестирования. По результатам тестов и использования в 2022 году в Дагестане наладили производство бурок с солнечными панелями, которые используются не только пастухами, но и туристами во время горных походов.